# Hétérolyse
En chimie, une hétérolyse, rupture hétérolytique ou clivage hétérolytique est la rupture d'une liaison covalente dans une molécule neutre générant un anion et un cation. Dans cette réaction, les deux électrons qui formaient la liaison sont réassignés à un seul fragment de la molécule (contrairement à l'homolyse où chaque fragment reçoit un électron), celui dont l'électronégativité est la plus élevée :
L'énergie associée à cette réaction est appelée énergie de dissociation hétérolytique. Un solvant ionisant permet de réduire cette énergie.
Exemples de réactions hétérolytiques :
- substitution électrophile ;
- substitution nucléophile ;
- réaction d'addition.

Les réactions hétérolytiques sont favorisées dans des milieux réactionnels polaires tels que les solutions aqueuses.